# 納拉維薩 (新墨西哥州)
納拉維薩（英語：Nara Visa）是位於美國新墨西哥州奎伊縣的普查規定居民點。

## 人口
根據2020年美國人口普查的數據，納拉維薩的面積為18.27平方千米，皆為陸地。當地共有人口51人，而人口密度為每平方千米2.79人。